# Dawn Ostroff
Dawn Tarnofsky-Ostroff (Brooklyn, 1960) è una giornalista statunitense.
È stata presidente della The CW Television Network. Attualmente lo è del Conde Nast Entertainment division.

## Carriera
Ostroff ha iniziato la sua carriera come reporter per WINZ, una filiale della CBS a Miami . Ha anche lavorato in notizie locali a WPLG e WTVJ a Miami . Entra nella Lifetime Television nell'ottobre 1996 come Senior Vice President, Programmazione e Produzione. 
Ostroff ha servito come presidente della UPN Entertainment dall'11 Febbraio 2002 fino al 2006, quando è entrata nella CW, considerata come la rete di trasmissione più giovane americana. Dawn Ostroff nel corso della stagione 2010 -2011 ha caratterizzato serie tra cui The Vampire Diaries, Gossip Girl, Life Unexpected, One Tree Hill, America's Next Top Model, 90210, Supernatural e Smallville. È a capo di tutti gli sforzi creativi della rete e controlla settori come la programmazione attuale, lo sviluppo della serie, la pianificazione, la ricerca, il marketing e la pubblicità.
Ha infine annunciato che avrebbe lasciato la rete nel 2011, dopo il quale è stata nominata Presidente della Conde Nast Entertainment division.

## Vita privata
Ostroff si è laureata alla Florida International University di Miami, in Florida, dove ha conseguito il Bachelor of Science in giornalismo. Attualmente risiede a Los Angeles, con il marito Mark Ostroff e i loro quattro figli: Justin, Jonathan, Michael e Lane .
Ostroff ha dichiarato nel corso degli anni di lavorare con diverse organizzazioni come A Place Called Home, che aiuta i bambini nel centro-sud di Los Angeles, e l'Independent School Alliance.